# San Lorenzo (Lettere)
San Lorenzo è una frazione del comune di Lettere nella città metropolitana di Napoli.
Il paese è una delle nove borgate con annessa chiesa (casali con cura) che compongono il comune di Lettere già dal XVII secolo ed è la più antica della Città di Lettere.

## Monumenti e luoghi d'interesse
- Chiesa di San Lorenzo,[4] edificio religioso la cui costruzione risale intorno all'anno 1113, si tratta di un'architettura in stile romanico-amalfitano. Il campanile è di forma ottagonale.